# Liste der Adels- und Patriziergeschlechter namens Gernert
Gernert ist der Name von nicht stammverwandten Adels- und Patriziergeschlechtern im deutschen Sprachraum. Die Etymologie leitet den Namen über Gernot – Gernet zu Gernert ab. Durch Abfall des Schluss- t entstand auch die Abwandlung in Gerner.

## Gernerth, österreichischer Adel

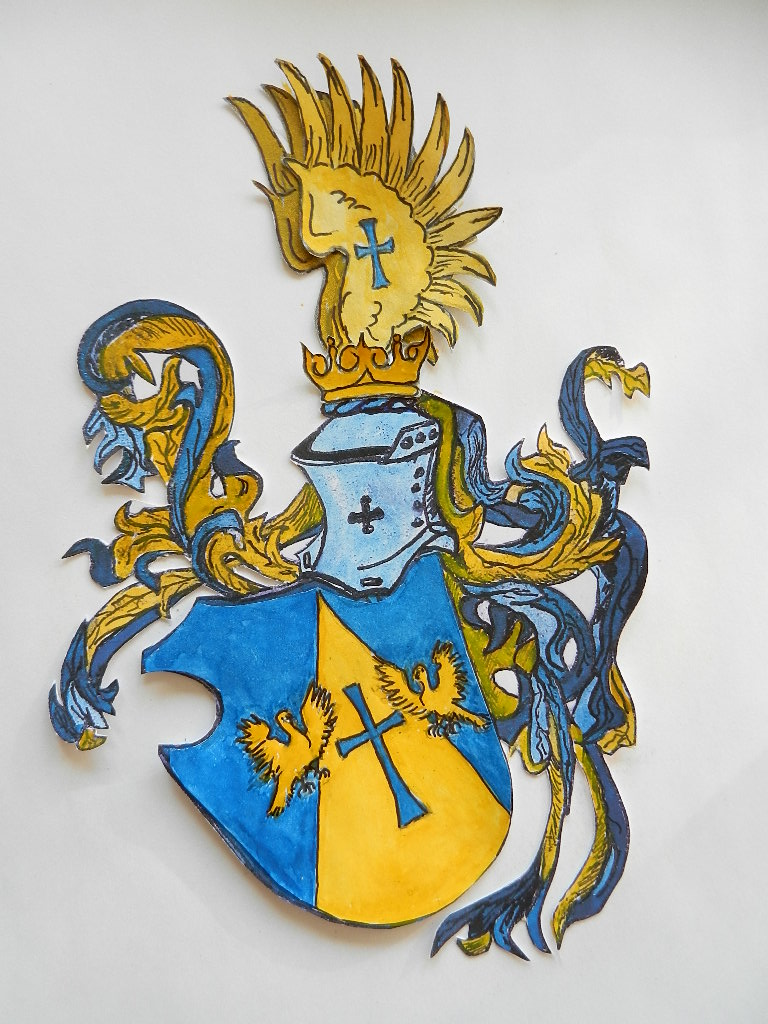
von Gernerth, Österreich

Franz von Gernerth war in Wien Jurist und kaiserlich königlicher Oberlandesgerichtsrat. Franz Gernerth hat 1888 in Wien ein Adelsdiplom mit Edler bekommen. Er stammt aus einer bürgerlichen Knopfmacher- und Posamentiererfamilie aus Ochsenfurt bei Würzburg, die Familie ist heute in der Ochsenfurter Gegend auch unter dem Namen Gerner vorhanden. Die von Gernerth waren in hohen juristischen Staatsämtern. Ihnen wurde 1888 ein Wappen gegeben. Eine abgehende Nachkommenslinie ist die Familie Gernerth–Mautner–Markhof auf Schloss Haunsperg.

## Gernert, böhmische Patrizier
Gernert sind 1505 als Patrizier, Bürger und Freibauern im böhmischen Arnau erwähnt. Die Migration der Arnauer und Trautenauer Gernet-Gerner(t) in Verbindung mit der Adelsfamilie von Kottwitz aus Mainfranken kann an den Stadtbüchern nachvollzogen werden. An ihrem Bürgerhaus, neben dem Rathaus von Arnau / tschechisch Hostinné an der oberen Elbe, ist ein Ankerzeichen als Hausmarke mit Initialen und Jahreszahl 1553 erhalten. Das Haus der Familie Gernert kann seit ca. 1500 urkundlich belegt werden. Verwandtschaftliche Beziehungen zu den nachbarlichen Gutsbesitzern und eine Gruft am Kloster zeigen ihren Stand als Bürger auf. 1592 kauften die von Waldstein (Wallenstein) ihnen ihr mit Weinkellern unterbautes Haus ab. Die Kaufsumme wurde nicht gänzlich bezahlt. Daher leitet sich evtl. das Jahrhunderte währende Wohnrecht der Arnauer Bürgermeister-, Senatoren-, Rats- und Juristenfamilie Gernert bis 1900 ab. Abkömmlinge des Familienstammes sind mit dem tschechischen Namen für Gerner in der KERNER-Variante in Hohenelbe Kherner, in Wildschütz Kernert, in Tschermna Kerner und in einem Trautenauer Grenzfestlegungsprotokoll schrieb Simon Hüttel 1573 die abgekürzte Namensform eines Arnauer Bürgers Gern`t und Gern`dt auf.
Aus Glaubensgründen entwich in der Gegenreformation ein Teil der Arnauer Familie nach Rochlitz ins Isergebirge. 1682 flohen sie erneut unter dem Dorfrichter und Exulantenführer George Gernert mit noch 200 Protestanten und 300 mit der nötigsten Habe beladenen Rindern nach Sachsen/Schlesien. Die Familie lebt heute in Prag, Rokytnice nad Jizerou als Gernert, in Berlin-Potsdam, Schwerin und Hamburg als Exulantennachkommen der niederschlesischen friderizianischen Kolonie Sprottischwaldau mit dem Namen Gerner und in Fürstenwalde als Görner.

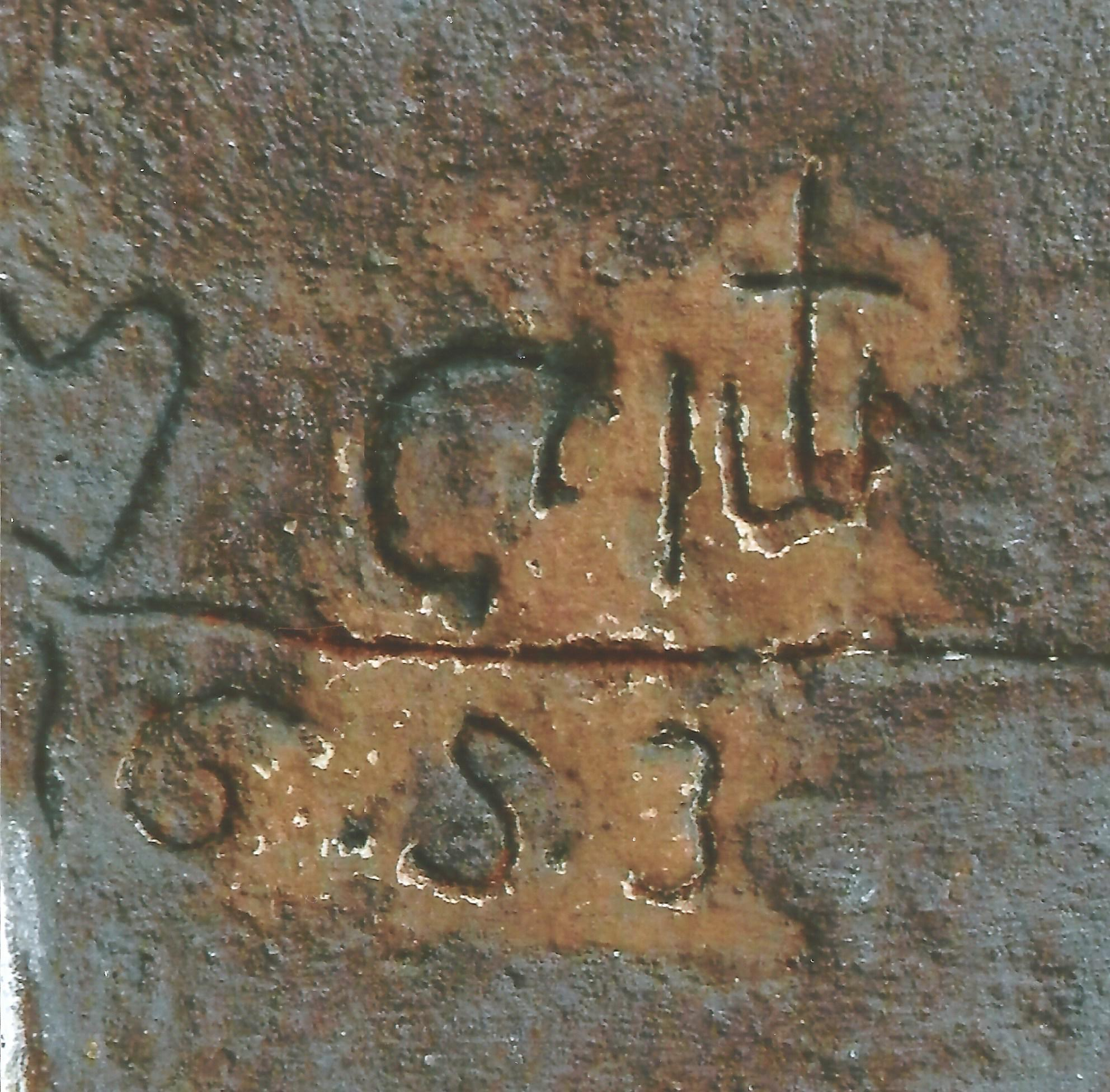
Gernert – Hausmarke, 16. Jahrhundert neben dem Rathaus, Böhmen
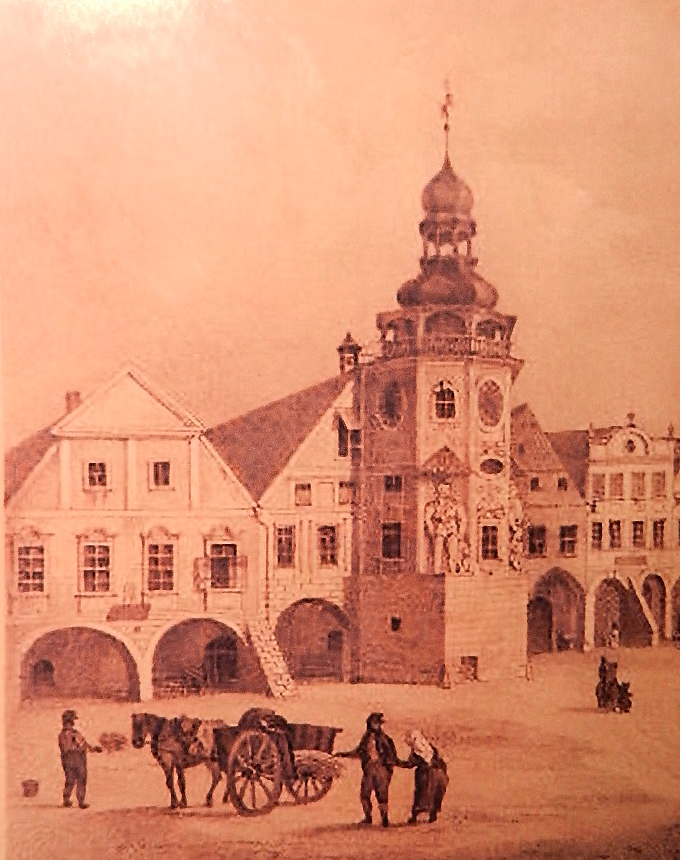
Arnauer Rathaus und links Patrizierhaus Gernert um 1845
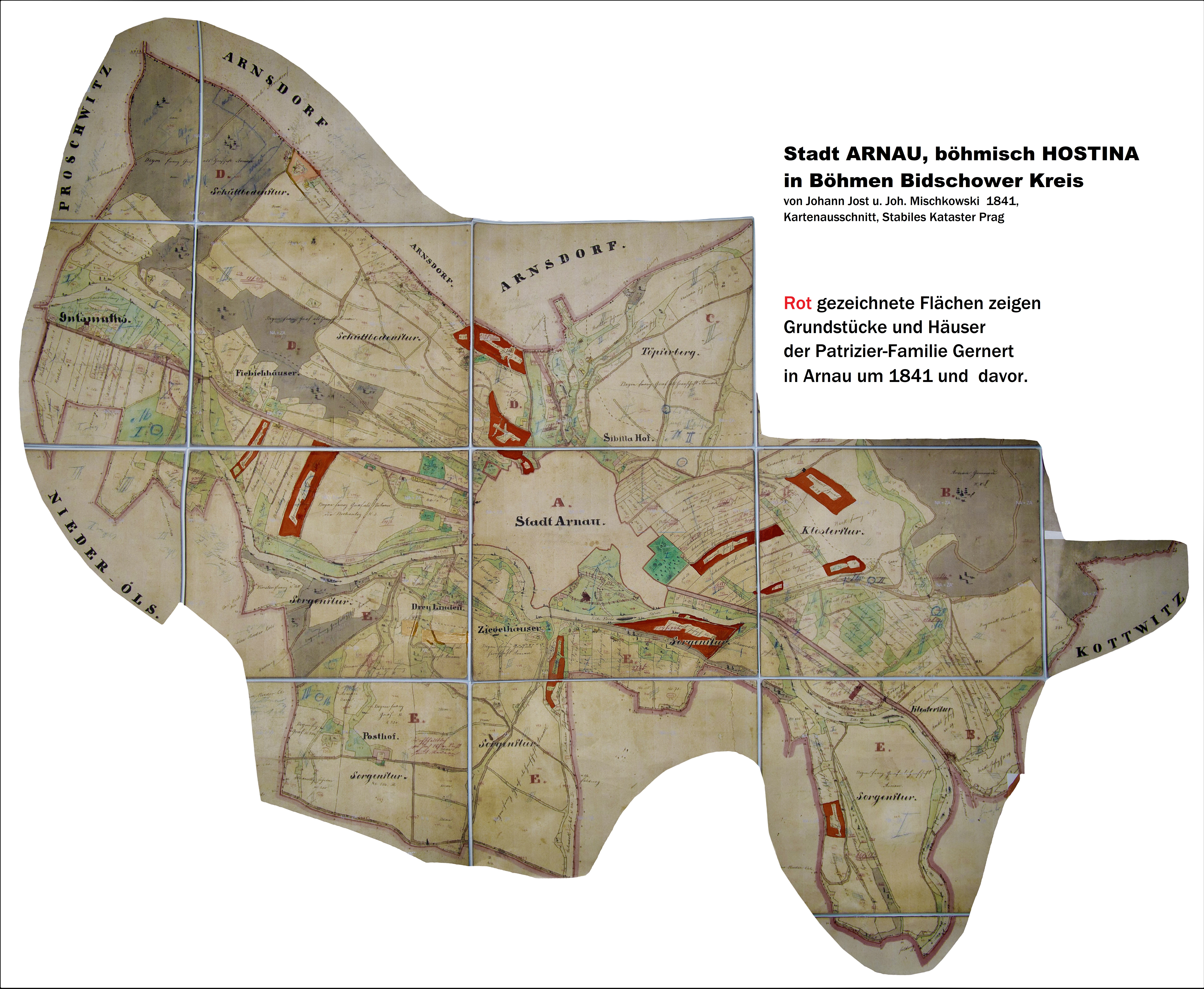
Arnau um 1841, rot eingezeichnete Einzelflächen der Patrizierfamilie Gernert
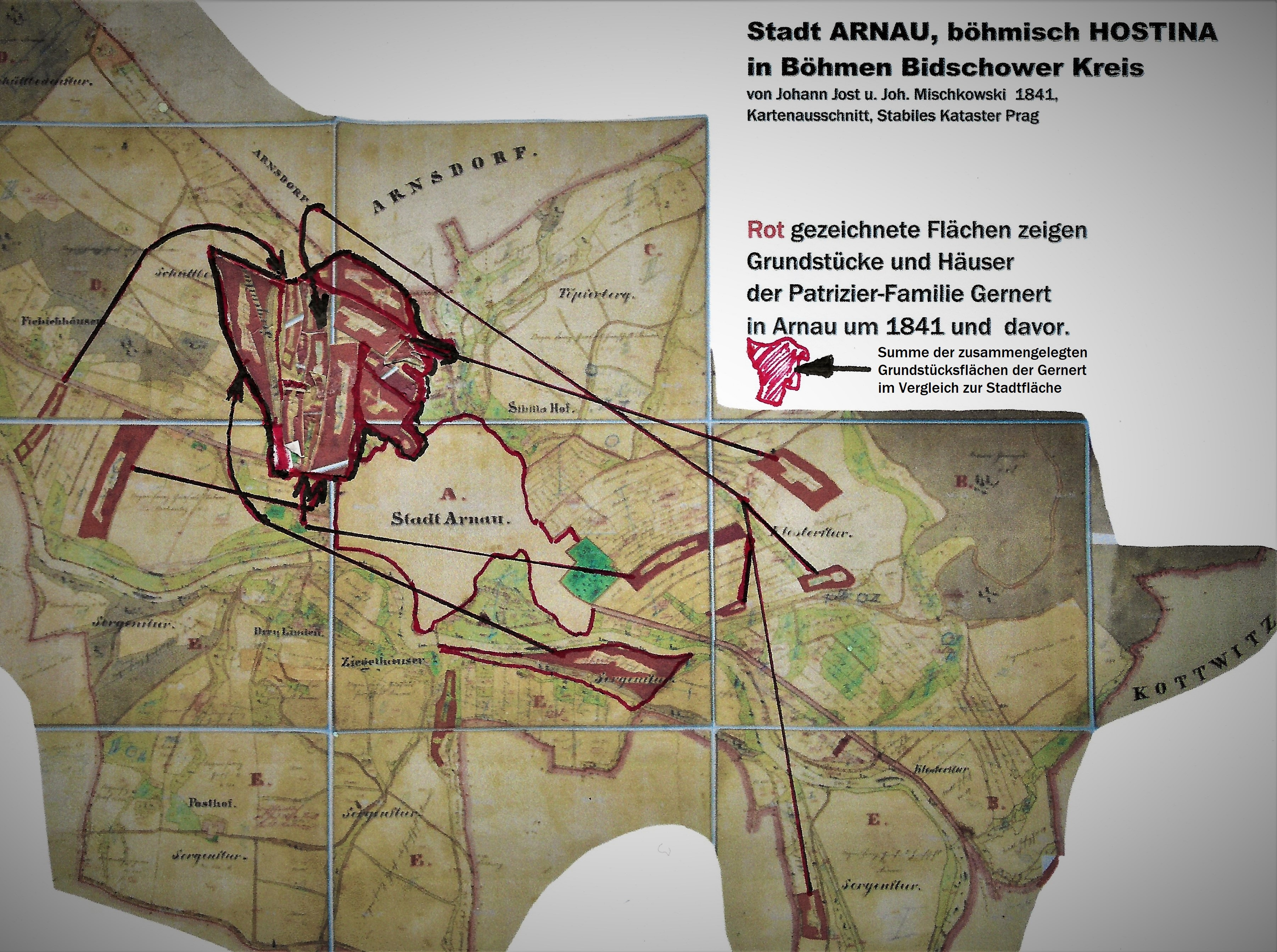
Vergleich der Patriziergrundstücke Gernert zur Arnauer Innenstadtfläche von 1841
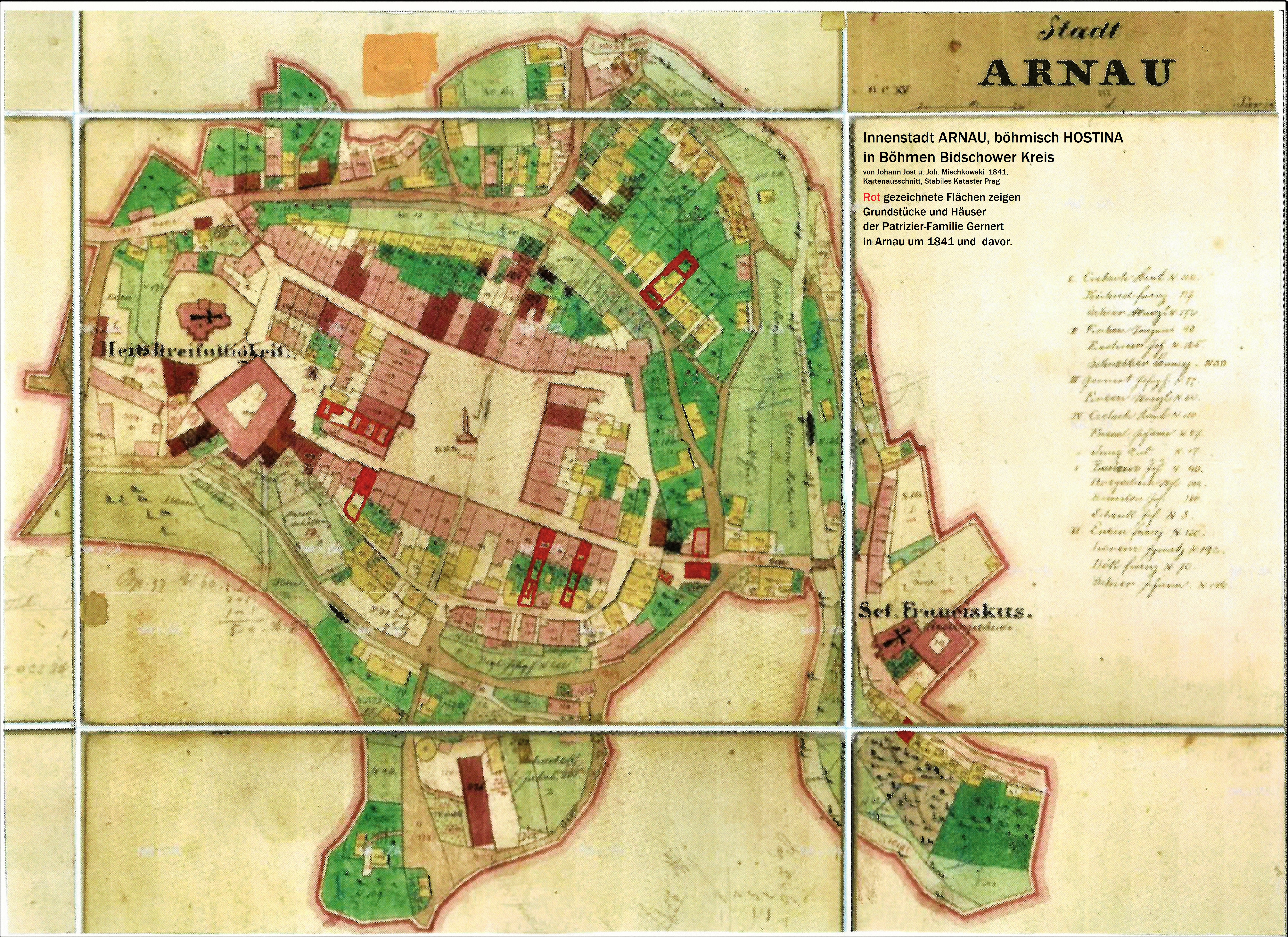
Innenstadt 1841, rot Patrizierhäuser der Gernert im Stadtzentrum von Arnau

## Gernert, Augsburger Patrizier
Im 16. Jahrhundert gab es einen bürgerlich augsburgische Händler namens Gernert. Hans Gernert war Faktor der Neidhart-Gesellschaft in Aquila in Italien. Anton Fugger beauftragte 1538–1539 Christoph Vogel dem Hans Gernert 14833 Gulden für den Safranankauf zu übermitteln.

## Gernert, Thüringer Bürger

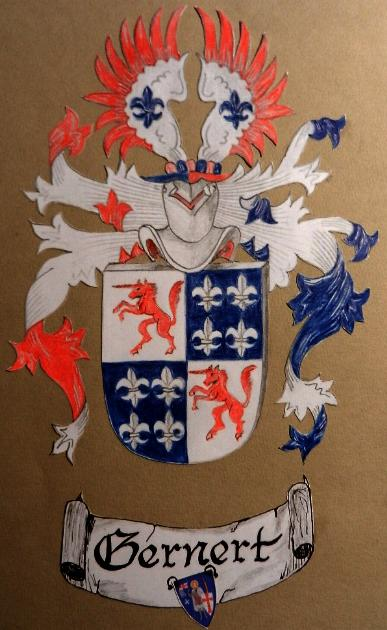
Gernert, Thüringen

Gernert, 16. Jahrhundert, bürgerliches Wappen mit offenem Flug, 4 Lilien, Einhorn. Das Wappen soll vermutlich an einen Burgbaumeister der Wartburg vergeben worden sein. Sie waren Freibauern und Stadtschreiber. Die Familie ist in Thüringen in Eisenach, Hildburghausen, Marlishausen, Schmiedefeld, Stadtilm und Siegritz und in Hessen in Bad-Wildungen vertreten.